# Arctosa kassenjea
Arctosa kassenjea là một loài nhện trong họ Lycosidae.
Loài này thuộc chi Arctosa. Arctosa kassenjea được Embrik Strand miêu tả năm 1913.